# 최원봉
최원봉(崔元鳳, 1922년 4월 18일~ 1950년 11월 10일)은 대한민국의 국회의원이었다. 호(號)는 양산(梁山), 산남(山南).

## 생애
1922년 4월 18일 경남 동래군 장안면 좌천리.(부산광역시 기장군 장안읍 좌천리) 태생이다.
큰 포목점을 운영한 아버지 최창민(1975년 사망)의 3남 2녀 중 장남이다. 
부일항일학생의거, 일명(노다이사건)에 간접 연루되어 중학교를 중퇴했다. 
1948년, 대한민국 정부 수립 이후 국방부 검찰과장을 역임했으며, 1950년 6월 제2대 국회의원에 당선되었다. 그러나, 당시 무소속 의원으로 이승만 정부와 각종 정책에 대해 대립을 하였는데, 특히나 이승만 정부가 추진 중이었던 귀속재산 처리법에 대한 경매제 방식으로의 개정안을 반대하였다. 반대의 이유는 현 귀속재산처리법의 연고자 우선 매각 방식에서 경매제 방식으로의 개정은 특혜 또는 부정의 시비가 있어 적극 반대하였다. 
그러던 중 6월 25일 한국 전쟁이 터지자, 부산으로 피난 가는 정부를 따라, 피난을 갔다. 
11월 8일 전쟁의 정부 책임을 물어 국무위원 인책 관련 권고안을 국회의장 신익희 등 90여명의 연서로 본회의에 상정하였으나, 무슨 이유에서인지 국회의장 신익희 등에 의해 안건이 보류 처리되었다. 
그런데, 이로부터 불과 이틀 후인 11월 10일 서울에서 부산으로 내려가던 중에 경북 김천 황간 부근에서 북상하는 터키군 수송 차량의 갑작스런 도로 이탈로 충돌하여 사망하였다. 
4.19혁명 후, 그의 죽음에 대해 유족들이 정부에 강력한 진상 조사를 요구했지만, 번번이 이유 없다며 거절당한다.
훗날 1997년에 방영된 토요 미스테리 극장에서 -어느 국회의원의 죽음-편을 통해 최원봉 의원의 죽음에 대해 강력히 의문을 제기하였다. 1951년 국회에서 당시 전쟁으로 인해 납북, 행방불명 또는 사망으로 인해 공석된 이들 국회의원에 대해 국회의원 제적수에 관한 특별법으로 제명 처리되었으며, 공석된 지역구는 재보궐 선거를 치렀다. 최원봉 의원의 선거구였던 경상남도 부산 무 지역구의 차기 재보궐 선거 당선자는 전진한 의원이다.
아들은 최백호(가수)이다.

## 역대 선거 결과
| 실시년도 | 선거   | 대수 | 직책     | 선거구         | 정당   | 득표수  | 득표율          | 순위 | 당락 | 비고 |
| -------- | ------ | ---- | -------- | -------------- | ------ | ------- | --------------- | ---- | ---- | ---- |
| 1950년   | 총선   | 2대  | 국회의원 | 경남 부산시 무 | 무소속 | 7,445표 | \| \| 33.97% \| | 1위  |      | 초선 |
|          | 33.97% |      |          |                |        |         |                 |      |      |      |